# 이시수
이시수(李時秀, 1745년 ~ 1821년)는 조선 후기의 문신이다. 순조 때 영의정에 있었다. 본관은 연안. 자는 치가(稚可), 호는 급건(及健), 시호는 충정(忠正)이다.

## 생애
정조 때 문과에 급제해 부교리, 시독관, 좌랑, 암행어사, 교리, 이조정랑, 의정부검상, 부사과를 지낸다. 정조의 신임을 받아 청요직과 대간직, 옥당에서 주로 활동했다. 정조의 신임이 더해지며, 성균관의 대사성, 춘천부사, 승지, 사간원의 대사간, 이조참의, 좌승지, 원춘도관찰사, 찰리사, 홍문관의 부제학, 황해도관찰사를 거쳐 예조참판, 사헌부대사헌, 공조판서, 호조판서, 동지경연사, 사역원제조, 예조판서, 장용영제조, 병조판서, 이조판서를 거쳐 순조 때 의정부의 우의정과 좌의정을 거쳐 영의정에 이르렀다.